# Forever Love (chanson d'Ami Suzuki)
Singles de Ami Suzuki
Tsuyoi Kizuna
(2004) Delightful
(2005)
Forever Love (écrit en majuscules : FOREVER LOVE) est un single de Ami Suzuki, sorti le 11 août 2004 sous le label Amity créé pour l'occasion par la chanteuse elle-même. C'est son deuxième et dernier single auto-produit en "indépendant" après Tsuyoi Kizuna sorti quatre mois auparavant ; il sort quatre ans après son dernier disque original en "major" pour Sony Music Japan : le single Reality/Dancin' in Hip-Hop sorti en 2000. Comme pour le précédent, Ami Suzuki en a écrit elle-même les paroles sur une musique du chanteur-compositeur Kiichi Yokoyama.
Malgré son statut auto-produit et sa faible promotion et distribution comparée aux autres sorties, il atteint quand même la 21e place du classement général de l'Oricon, et la première place de son classement des "singles indépendants". Il se vend à 10 016 exemplaires la première semaine, et reste classé pendant 6 semaines, pour un total de 17 308 exemplaires vendus. Quoique très éloignées des centaines de milliers de ventes par sortie chez son précédent label avec Tetsuya Komuro à la fin des années 1990, avant la rupture de son contrat pour un problème de droits d'auteurs entrainant une retraite forcée pendant plusieurs années, ces relativement bonnes ventes pousseront le label avex trax à signer la chanteuse, qui reprendra donc sa carrière en "major" avec son single suivant : Delightful en mars 2005.

## Liste des titres
Toutes les paroles sont écrites par Ami Suzuki, toute la musique est composée par Kiichi Yokoyama.
| 1. | Forever Love (FOREVER LOVE)               | 3:31 |
| 2. | Chain Love (CHAIN LOVE)                   | 3:34 |
| 3. | Forever Love (Back Track) (FOREVER LOVE…) | 3:31 |
| 4. | Chain Love (Back Track) (CHAIN LOVE…)     | 3:32 |